# Alfred-Faure-Station

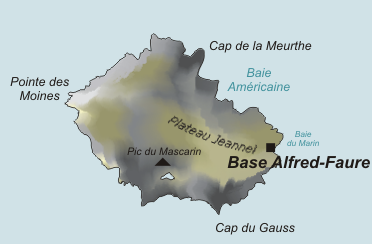
Karte der Insel mit Lage der Station

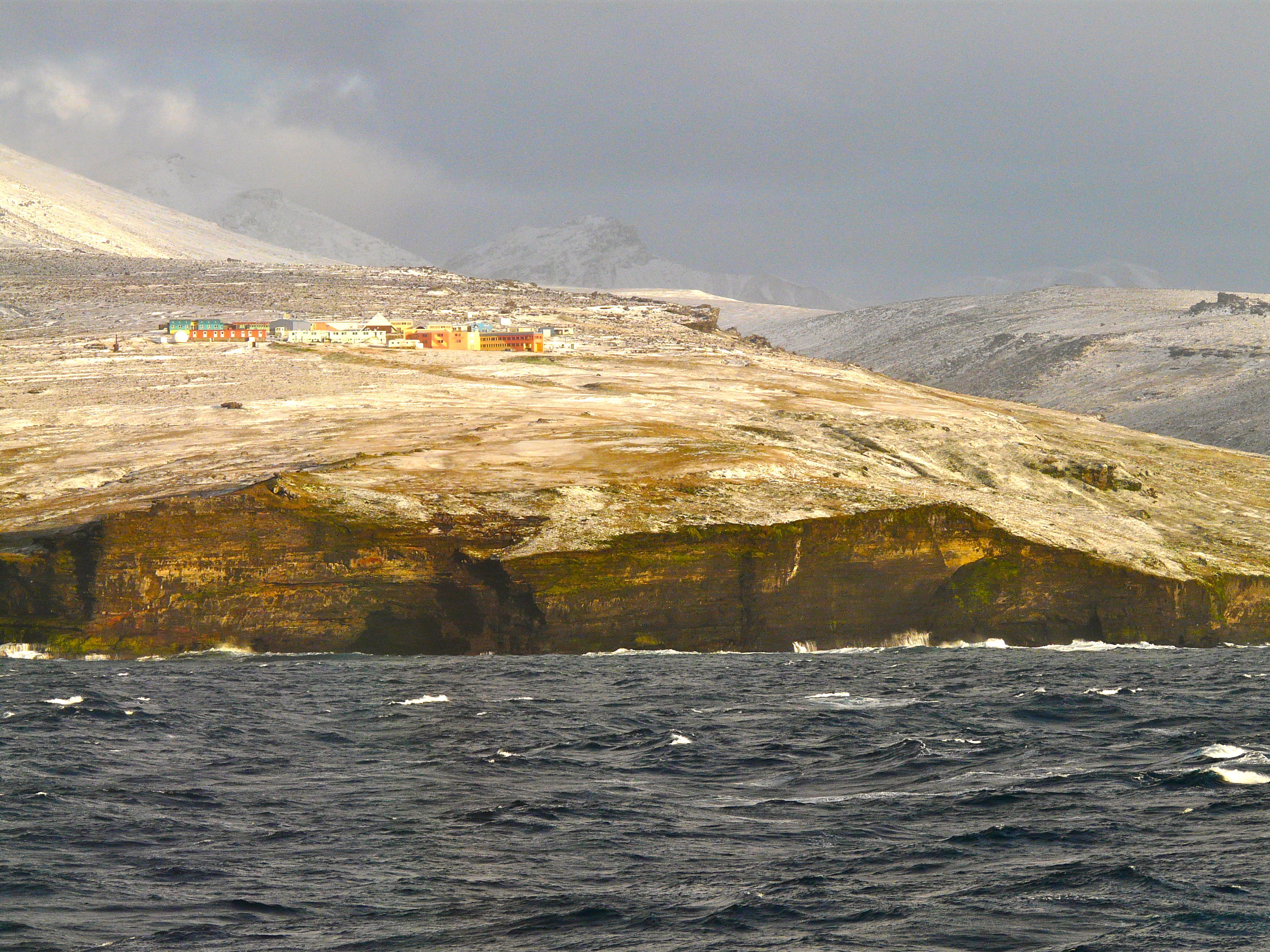
Die Station im Jahr 2013

Die Alfred-Faure-Station (französisch Base Alfred-Faure), auch Port Alfred genannt, ist eine ganzjährig besetzte sub-antarktische Forschungsstation auf den Crozetinseln im südlichen Indischen Ozean. Die Station befindet sich im Osten der Île de la Possession, etwas südlich der Baie du Marin, und gehört politisch zu den französischen Süd- und Antarktisgebieten.
Die Station wurde 1964 errichtet und wird vom französischen Polarinstitut Paul Emile Victor betrieben. Die Zahl der Bewohner schwankt zwischen 15 und 60 Personen. Versorgt wird die Station vom Forschungsschiff Marion Dufresne, das vom 2860 km entfernten Réunion aus insgesamt sechs Tage unterwegs ist.
Die Tatsache, dass die Station ganzjährig bewohnt ist, ermöglicht Frankreich die Nutzung der 200 Seemeilen großen Ausschließlichen Wirtschaftszone.